# エーバーバッハ
エーバーバッハ (ドイツ語: Eberbach, ドイツ語発音: [ˈeːbɐbax]) は、ドイツ連邦共和国バーデン＝ヴュルテンベルク州ライン＝ネッカー郡に属し、ハイデルベルクの東33kmに位置する都市である。

## 地理

### 位置
エーバーバッハは、ネッカー渓谷が広がった部分、標高626mのオーデンヴァルト最高峰カッツェンブッケル山の麓に位置する。この都市は、ネッカータール＝オーデンヴァルト自然公園に属し、古城街道沿いに位置している。

### 市の構成
エーバーバッハ市には、ネッカーヴィンマースバッハ、ブロムバッハ、フリードリヒスドルフ、リンダッハ、ロッケナウ、イーゲルスバッハ、ガイミューレ、ウンターディールバッハ、バーディシュ・シェレンバッハ、プロイタースバッハの各市区が属す。
中核地区および大部分の市区がネッカー川の北側に分布する。ネッカーヴィンマースバッハ区（以前は単にヴィンマースバッハという地名であったが、ヴァルトヴィンマースバッハ（ロプバッハの地区）と区別するために現在の名になった）、ロッケナウ区およびプロイタースバッハ区は、ネッカー川の南側、いわゆる小オーデンヴァルトに位置する。ネッカーヴィンマースバッハ区は、中核地区とネッカー川を挟んで真向かいにあり、1899年にネッカー川をまたいで両地区を結ぶ橋が建設され、これにより、元々高台にあった歴史的中核地区は事実上、その重要性を喪失した。
イーゲルスバッハにはヘッセン州との州境が通っている。その北東側がエーバーバッハに属す「バーデンのイーゲルスバッハ」であり、南西側の「ヘッセンのイーゲルスバッハ」はヘッセン州のヒルシュホルンに属す。同様の状況は、シェレンバッハ地区にもあり、その大部分はヘッセン州のヘッセネックに属する。

## 歴史
エーバーバッハの領主貴族家は、1196年に初めて記録されている。中世盛期にはすでにヴォルムス司教領のエーバーバッハ城が築かれていた。この城は1227年に初めて記録されており、ハインリヒ7世の時にシュタウフェン家のレーエンとされている。この村の都市への昇格は、おそらく彼の時代に遡る。1235年に城は帝国直轄の城となった。1321年に城の近くの都市について初めて記録が遺されている。1330年に城と都市はライン宮中伯に質入れされた。1361年には庇護権もライン宮中伯家のものとなり、16世紀になるまでにプファルツ選帝侯はこの帝国都市を獲得していた。1360年以降エーバーバッハにツェント（十分の一税徴収役場）があったことが証明されており、この都市の市長はプファルツ選帝侯の酒蔵管理局の官吏であった。1402年以後、城はハンス・フォン・ヒルシュホルンによって取り壊された。
1528年から1555年の間に、ハイデルベルクでペストが猛威を振るったため、ハイデルベルク大学は何度もエーバーバッハに避難している。プファルツ選帝侯領の一部として16世紀に宗教改革がなされ、17世紀に反宗教改革の影響により信仰の分裂状態となった。三十年戦争では、わずかな被害を受けただけであったが、それでももちろん住民は被害を受け、深刻な貧困に苦しめられた。住民は林業、木材加工業、漁業、水運業に携わるようになった。
エーバーバッハは、1803年にライニンゲン侯領となった。1806年にバーデン大公領となり、それから1924年まではベツィルクスアムト（地方行政区分）の所在地であった。1838年から郵便局が、1841年からベツィルクの営林署が、1857年からは区裁判所が置かれた。19世紀のネッカー渓谷は経済発展の第1段階にあった。1849年にネッカータール街道が整備され、1879年にネッカータール鉄道が開通し、同じ頃にネッカー川に鎖牽引式航行施設が設けられた。エーバーバッハのネッカー橋は1900年に完成した。この都市の人口は、1800年に2,400人であったが、1900年頃には6,000人にまで増加した。1899年にネッカーヴィンマースバッハが、1925年にはイーゲルスバッハのバーデン側が合併している。
ネッカー川の運河化の動きを承け、1930年頃に堰が設けられ、貨物の積み降ろし用港湾施設が建設された。1935年にはマンハイムとハイルブロンの間に11の堰が完成し、ネッカー川の水上交通は発展した。第二次世界大戦では、旧市街部分が空爆によって破壊され、ネッカー橋も爆破された。この橋は、1946年5月にはすでに、ネッカー川最初の橋として再建されている。1959年にネッカー川沿いのバイパスが建設された。1973年1月1日にリンダッハとフリードリヒスドルフが合併し、12月31日にプロイタースバッハが合併した。ブロムバッハとロッケナウは1975年にこれに続いた。
市区はおおむね市の歴史と同じ経緯をたどった。中世にはすでにその記録があり、14世紀にプファルツ選帝侯領になり、1803年以後バーデン大公領となった。そこで大きな村の場合には独立した自治体となったのであった。

## 行政

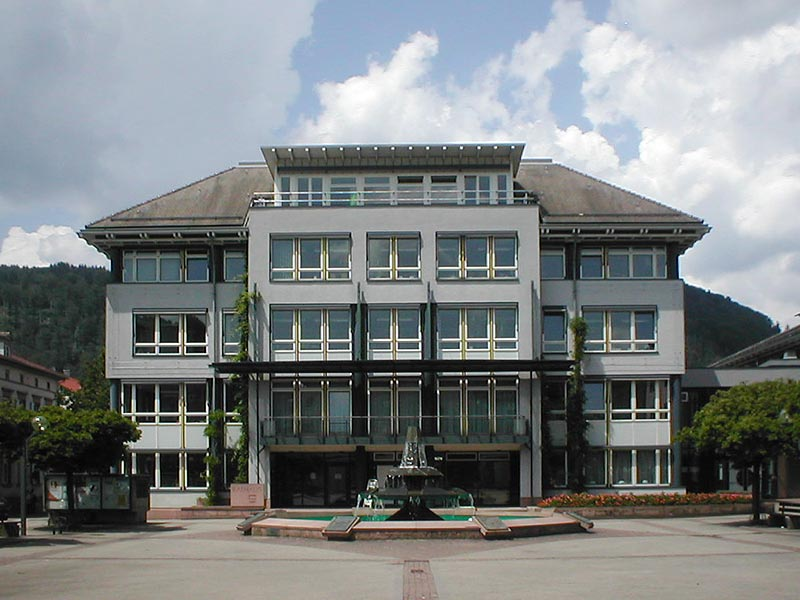
エーバーバッハの町役場

### 市議会
エーバーバッハの市議会は、2004年6月13日の選挙で選出された22人の議員からなる。

### 市長
市長は、任期8年間で、直接選挙によって選出される。2013年1月1日から無所属のペーター・ライヒェルトがこの職に就いている。ライヒェルトは2012年10月21日の選挙で過半数の 64.2 % の票を獲得した。

### 紋章
銀（白）地、やや低い位置に青い波帯があり、その上にゆっくりと歩む黒いイノシシ。イノシシ (=Eber) ＋ 小川 (=Bach) の村の名前に因んだ紋章である。旗は、青 - 白（青 - 銀）である。帝国都市であったため、元々は帝国鷲の紋章が使われていた。帝国鷲は、たとえば1909年の写真ではオベーレン・トア（上の門）近くの市壁などに見られ、また、紋章を刻んだ石が市立博物館に収められている。現在の紋章は1387年の印章に用いられているが、イノシシの外観などは、1976年に制定された現在ものと明らかに違っている。

### 友好都市
- トノン・レ・バン（フランス、オート＝サヴォワ県）
- エフラタ（アメリカ合衆国、ペンシルベニア州、ランカスター郡）

## 文化と見所
エーバーバッハは、マンハイムからプラハまでを結ぶ古城街道沿いに位置している。古城街道のネッカー渓谷部分は、特に多くの古城や見所が存在する。

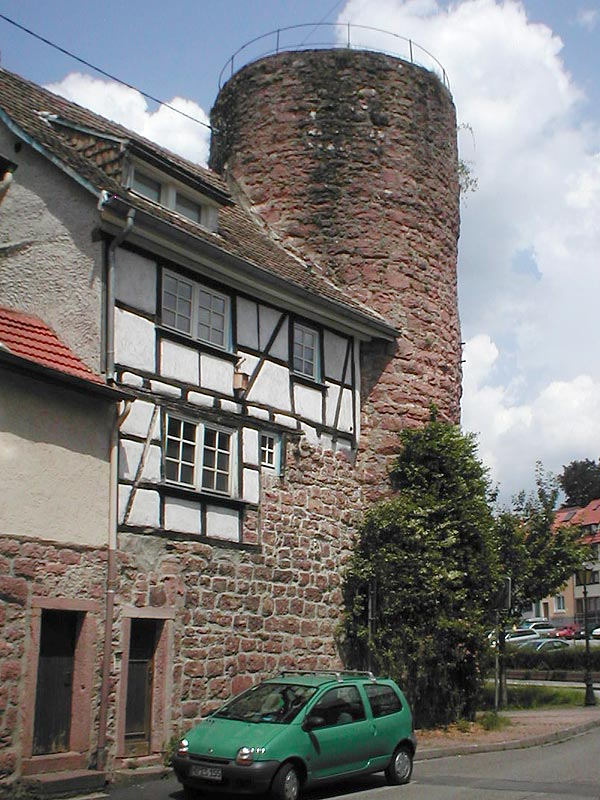
ローゼン塔

大部分が歩行者専用区域となっている旧市街には、中世の防衛施設であった4つの塔が保存されている。プルファー塔（火薬塔）は15世紀に2棟の建物からなる隅櫓として建設された。13世紀に建設された中世の市壁の角を防衛する施設であり、市壁の西端に建設された。この塔の時計は、1766年にエーバーバッハの時計職人ヤーコプ・ブラウンによって製作された。ブラウアー・フート（警察帽）は、その名の由来となった特徴的な形の青く鈍く輝くスレート屋根が特徴で、旧市街の南端に位置する塔である。旧市街の北端にあたるリンデン広場に面する、14世紀に建てられたハスペル塔（ウインチ塔）は、一時期、1階が塗り固められてしまい、上階から出入りするためのウインチが設けられていた。現在、この塔の中にはブリキ人形の博物館が入っている。ローゼン塔（バラ塔）は、エーバーバッハで唯一の円筒形の塔であり、最も古い塔である。この塔の壁は、2mの厚さがあり、おそらくは13世紀初めの都市防衛施設造営初期に建造されたものと考えられている。元々はロスブロンナー塔（馬の井戸の塔）と呼ばれていた。この他の市壁関連施設の遺構としては、ローマ時代後期のベッテンドルフシュ門がある。

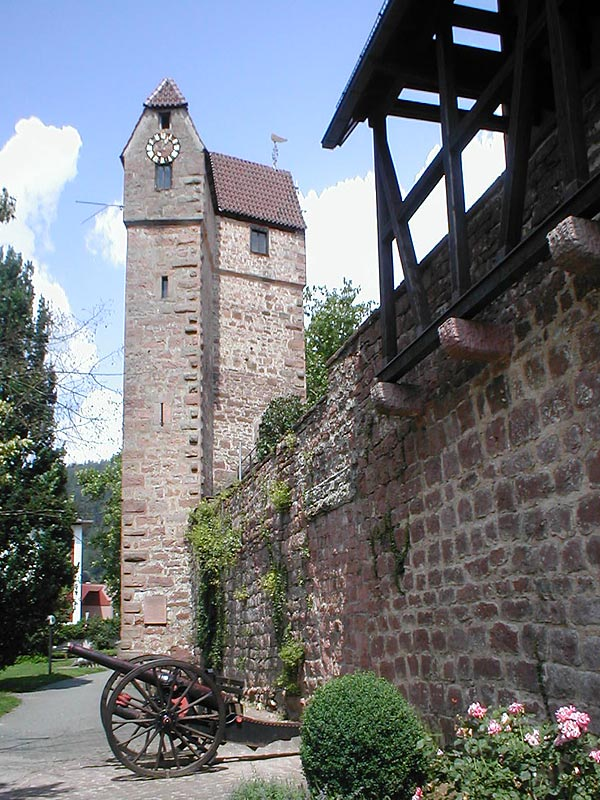
プルファー塔
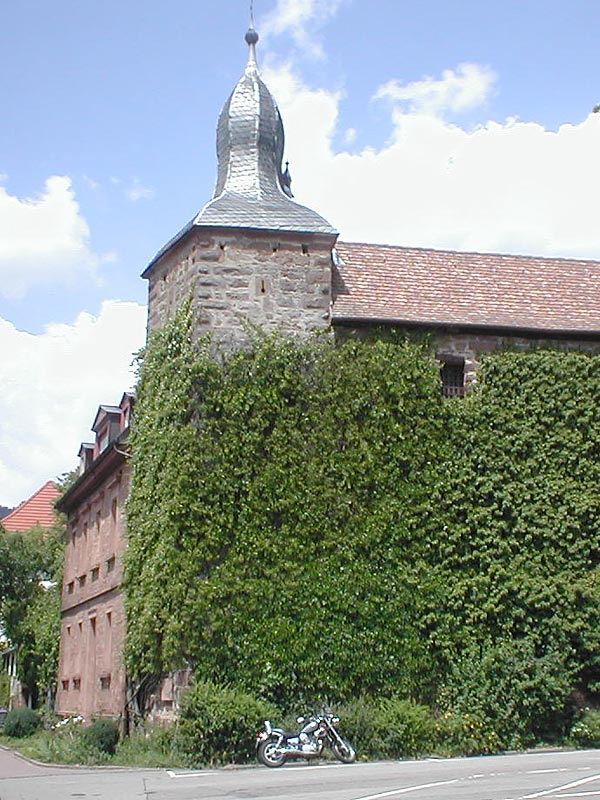
ブラウアー・フート
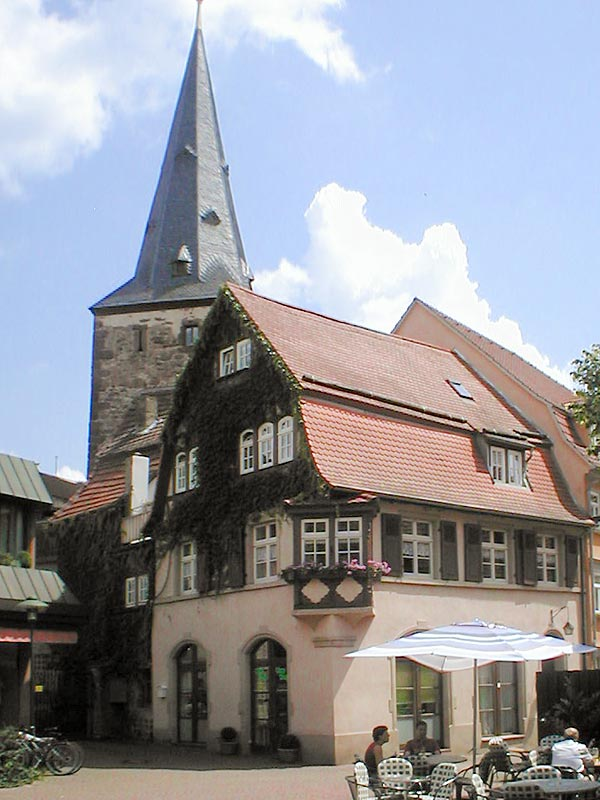
ハスペル塔とシュポールシェ・ハウス

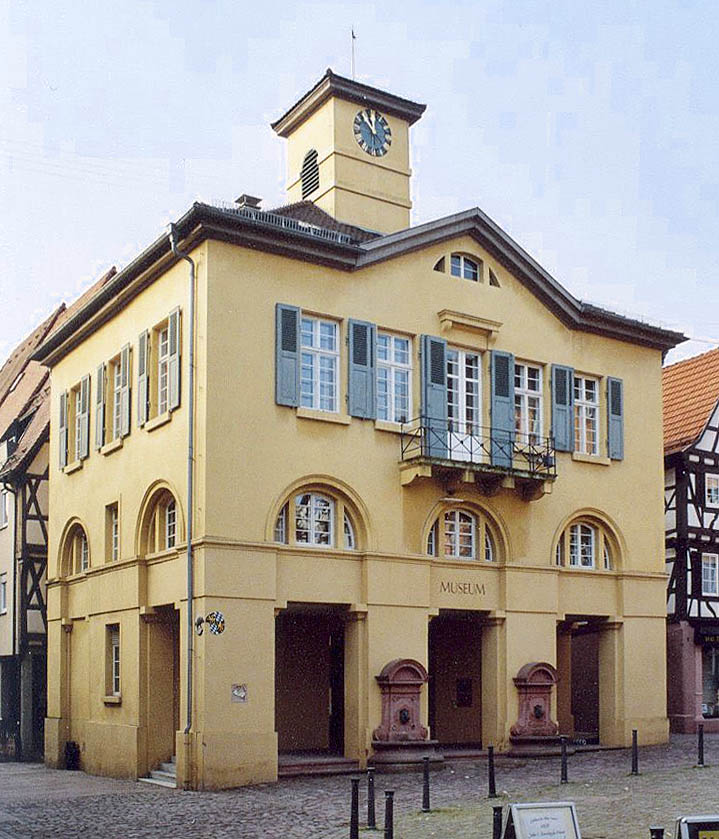
ヴァインブレンナー様式の旧市役所

マルクト広場に面した1823年建造の旧市庁舎はヴァインブレンナー様式（バーデン古典主義様式）の最も見事な作品に数えられる。建設者は、フリードリヒ・ヴァインブレンナーの最も優秀な弟子であったヨハン・ティーリーであった。歴史的な旧市場に面したこの建物は現在博物館として使用されている。この建物は、この場所に建てられた3代目の市庁舎である。最初の建物は1480年に取り壊された。その次の建物は1814年まで使われたが老朽化により解体され、その後に現在の建物が建設された。マルクト広場に面した建築アンサンブルは、その他の歴史的建造物によって補完される。歴史的な「ホテル・カルプフェン」は、その市場沿いのファサードに人物や市の歴史の情景を描いたスグラフィット技法の壁絵が描かれている。古いこの地方の伝統的な図柄のスグラフィット画は、レストラン「クラベンシュタイン」にも見られる。
最も古い石造建築は、プルファー塔の近くにあるタールハイムシェ・ハウスである。この建物は、かつてはプファルツ選帝侯の地区の酒蔵であった建物で、後にライニンゲン侯の狩りの城となり、その後市役所として用いられた。現在はネッカータール＝オーデンヴァルト自然公園のインフォメーションセンターとなっている。
1836年建造のプロテスタントのミヒャエル教会は、遅くとも15世紀にはマリア礼拝堂が建っていた場所に建設された。カトリック教区教会聖ヨハネス・ネポムク教会は、1884年から1887年にイタリア・ルネサンス様式で建設された2つの塔を持つ3層の建築である。

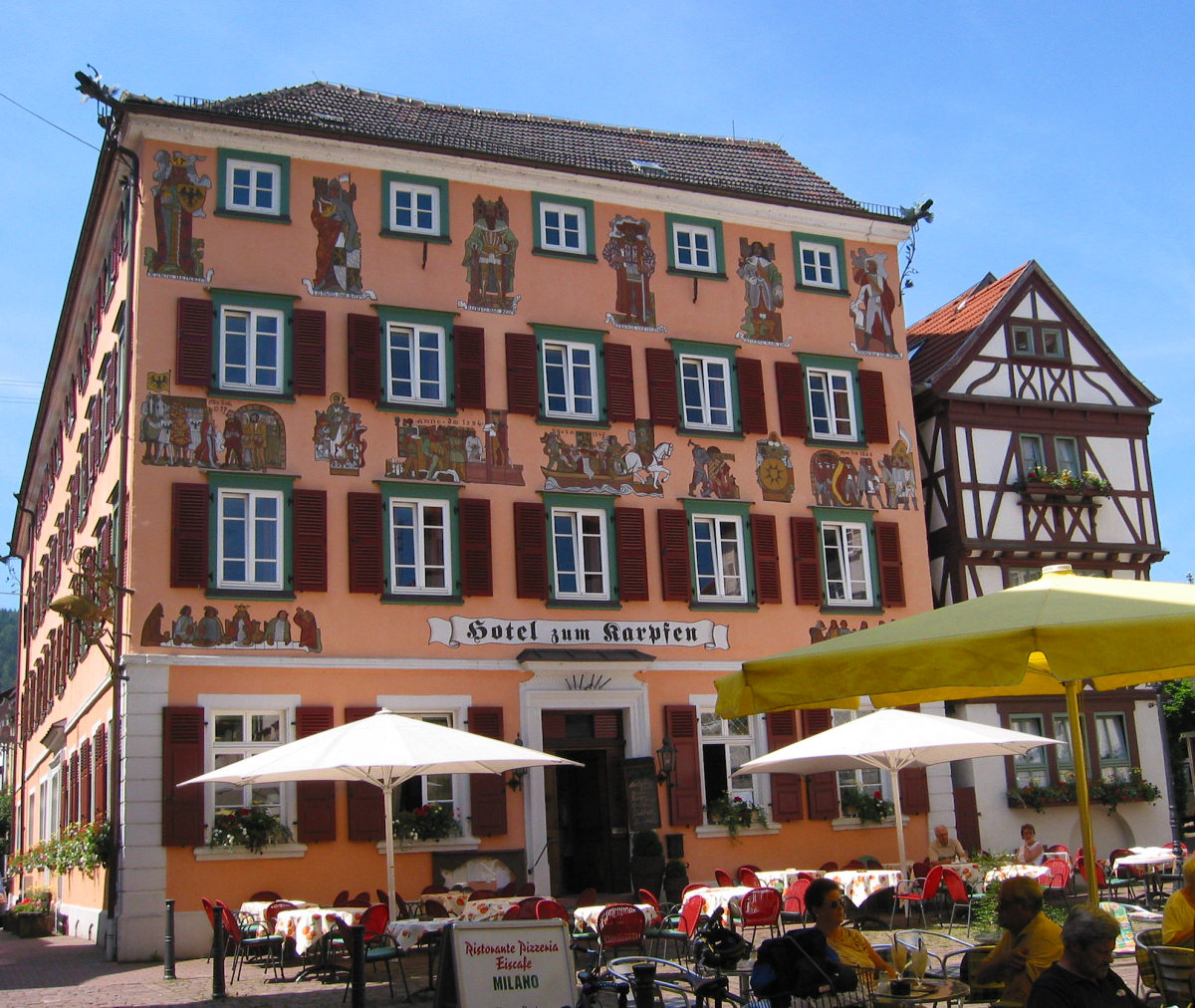
ホテル・カルプフェン
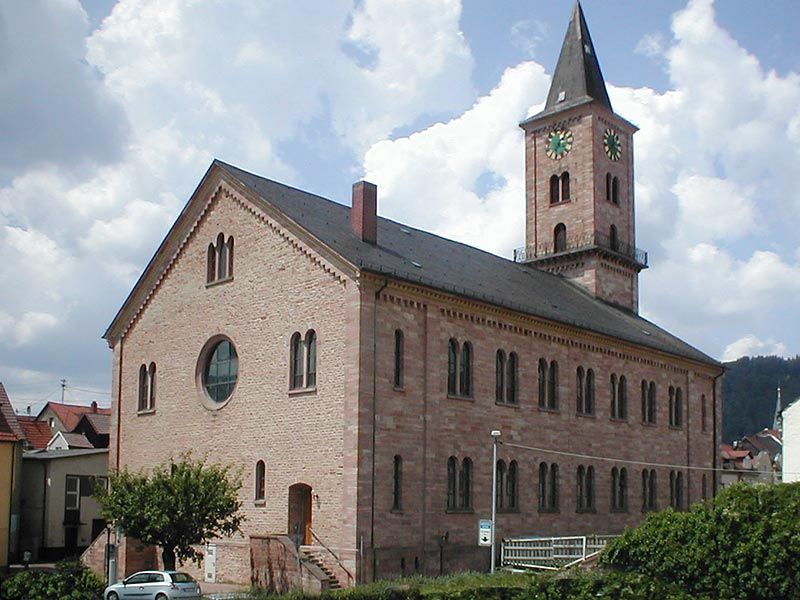
プロテスタント教会
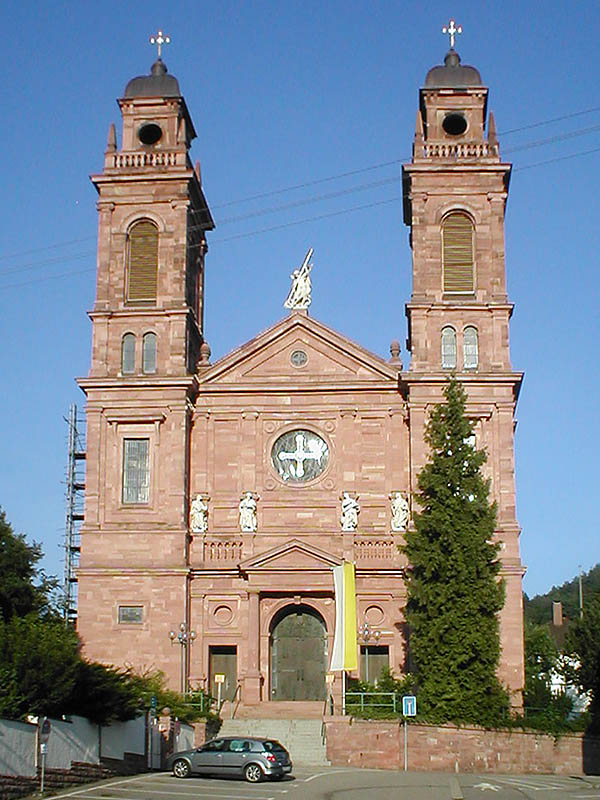
聖ヨハネス・ネポムク教会

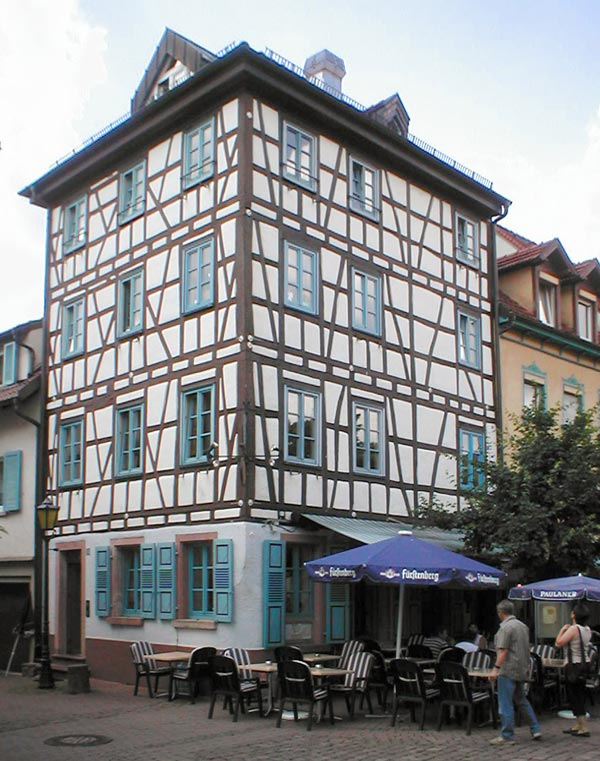
歴史的木組み建築

この街には、歴史的木組み建築も多く遺されている。装飾性の高い建築として、16世紀初めのエーバーバッハ・ホーフ（旧皇帝の市城）、すなわちベッテンドルフシェス門を持つベッテンドルフシェス・ハウスやその向かいに建つヴェッカーシェス・ハウスがある。旧浴場は交差ヴォールトをもつ中世の浴場に遡る建築で、ハスペル塔に隣接するシュポールシェ・ハウスは、装飾性の高い張り出し部で知られている。

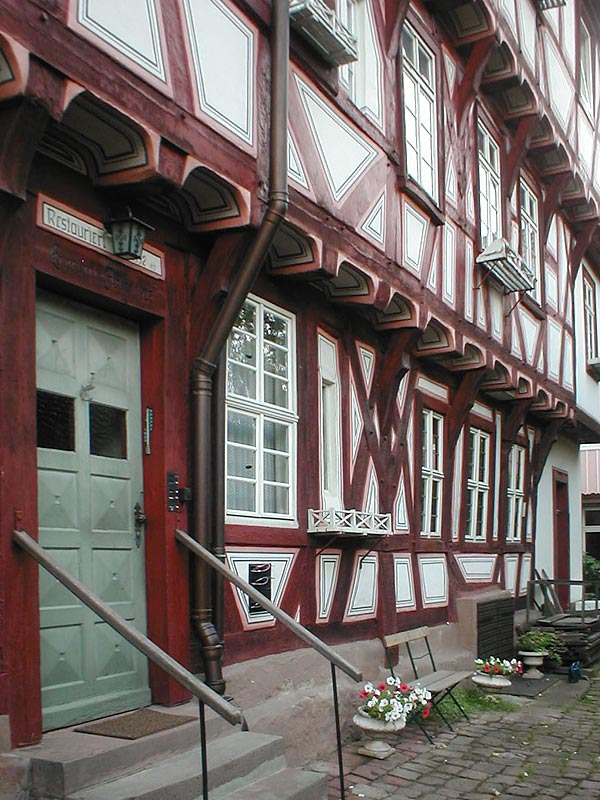
ベッテンドルフシェス・ハウス
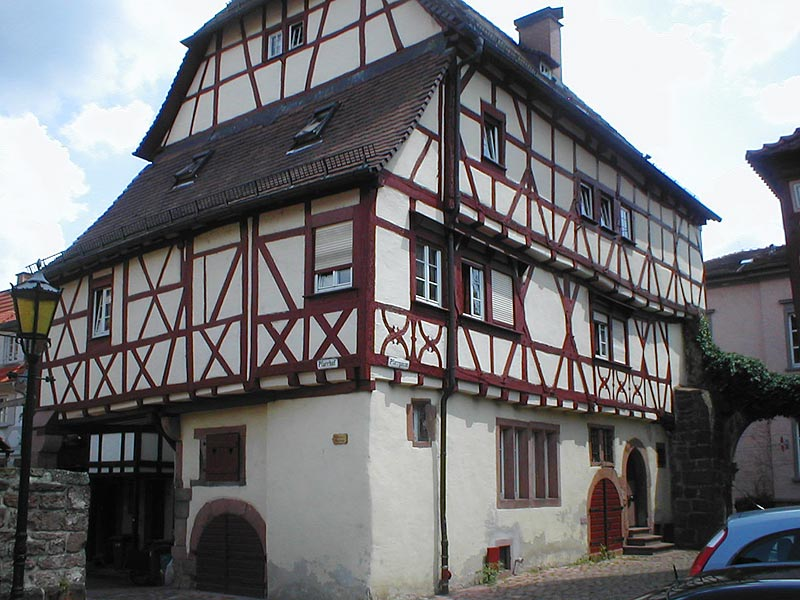
ヴェッカーシェス・ハウス
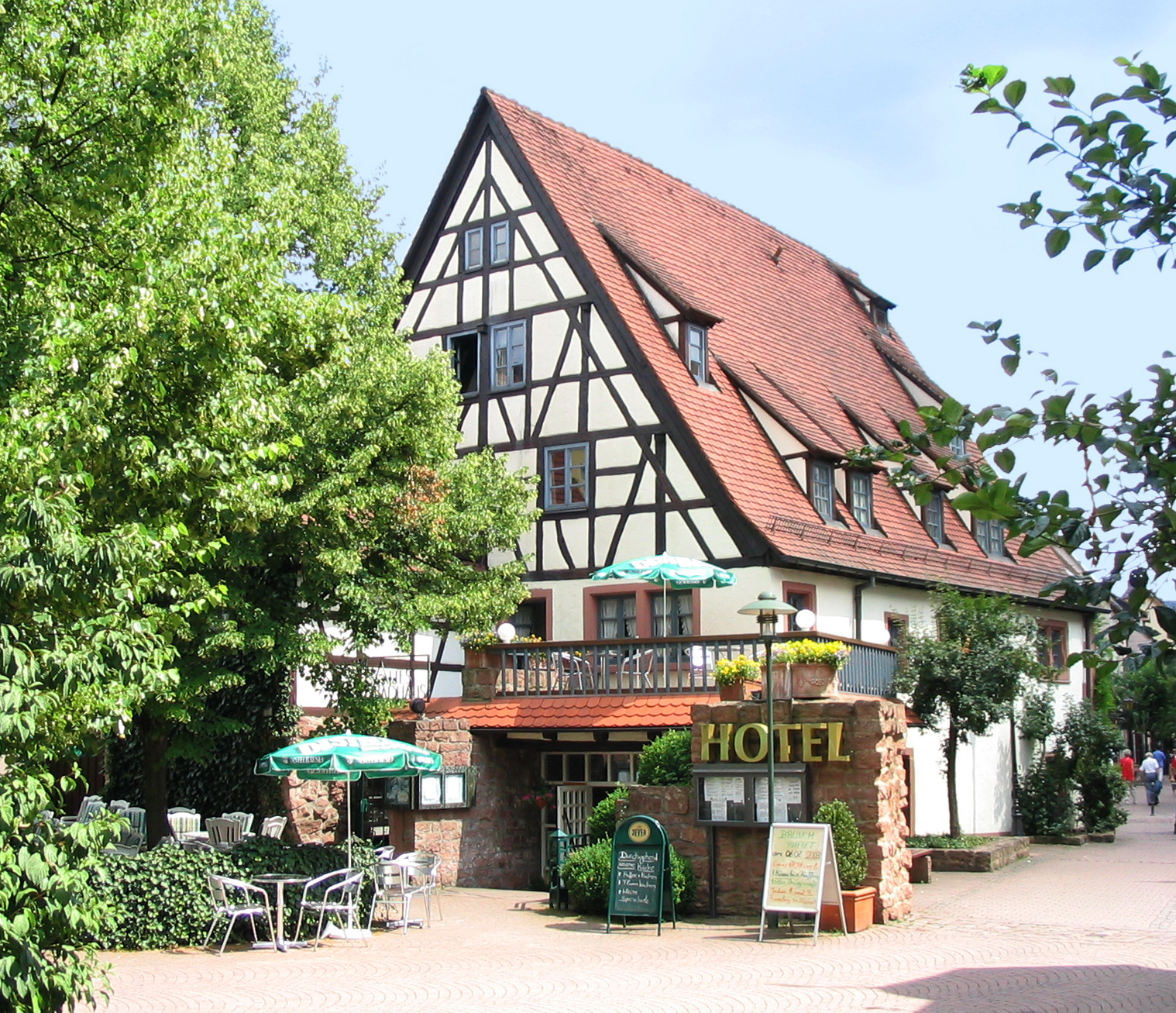
旧浴場

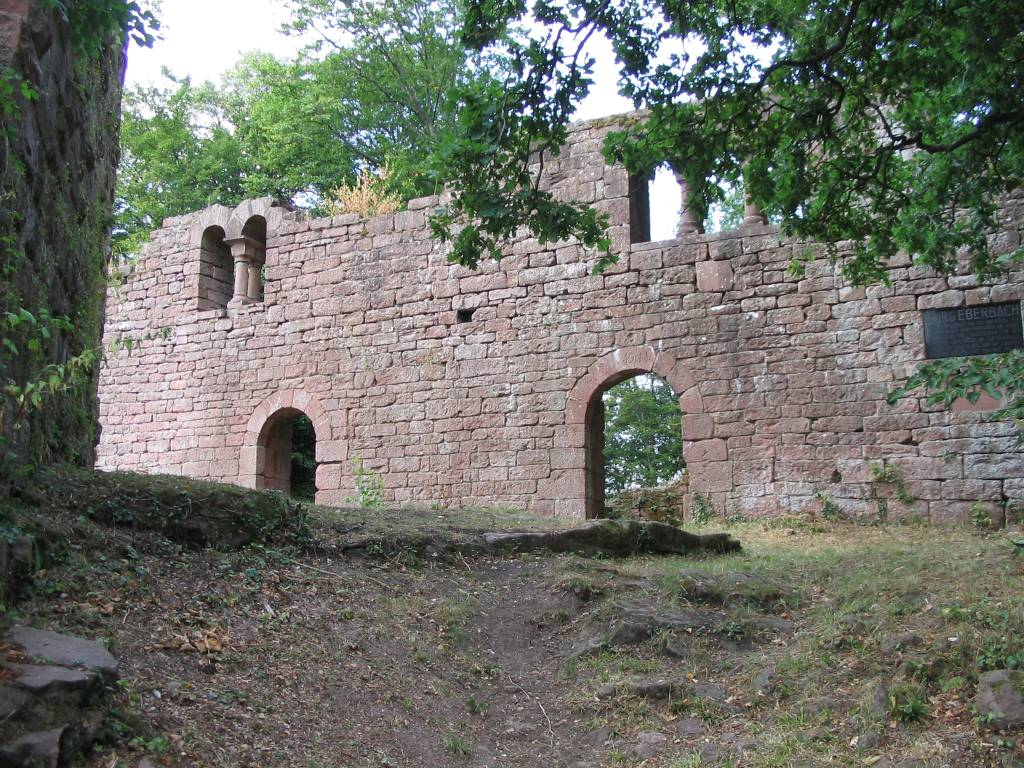
エーバーバッハ城趾（ミッテルブルク）

町中様々な場所で、歴史的なあるいは近代的な泉を見ることができる。新しい市庁舎前の「村の泉」や「選帝侯の泉」、タールハイムシェ・ハウスに近い「ネッカー川の漁師の泉」などがある。市庁舎の近くには、重要な歴史的記念碑である1870年から71年の戦争記念碑がある。ネッカー川の散歩道には、この他にも記念碑がある。
市の高台、オーデンヴァルトに連なる丘の上に遺るエーバーバッハ城趾は、重要な中世の城塞跡である。この城は、1403年にはすでに破壊されており、20世紀になって再び発掘された。3つの部分（フォルダーブルク、ミッテルブルク、ヒンターブルク）からなる大きな城塞であった。

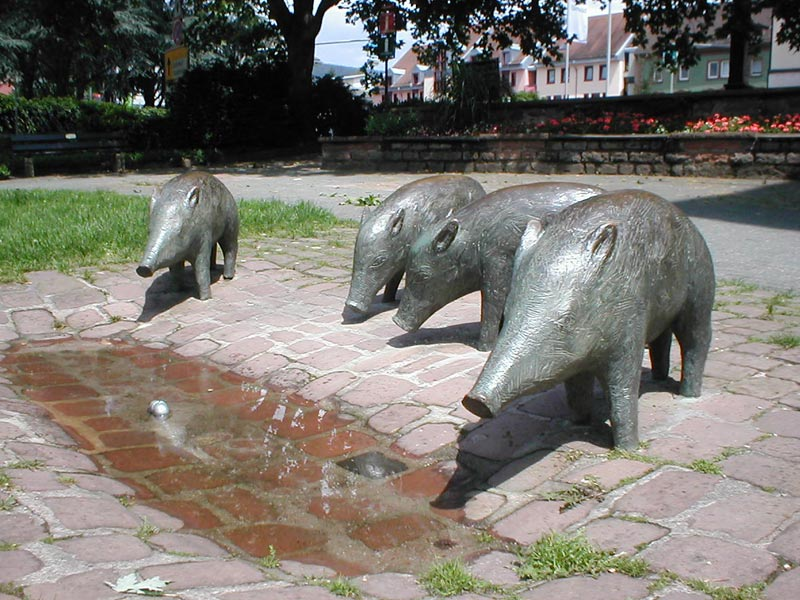
イノシシの泉
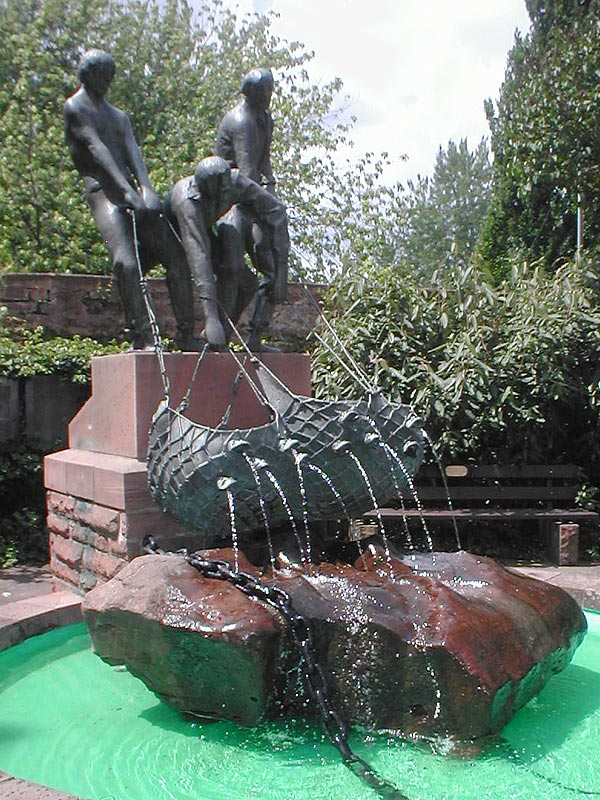
漁師の泉
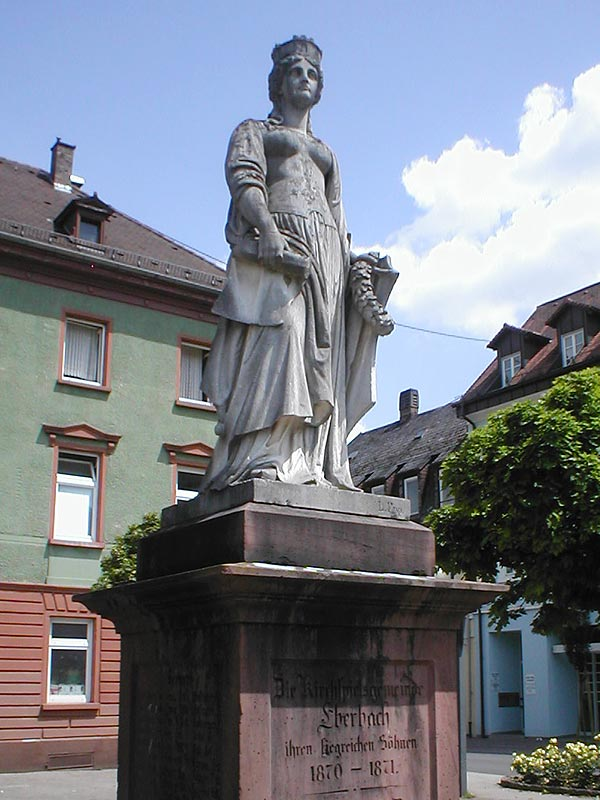
戦争記念碑

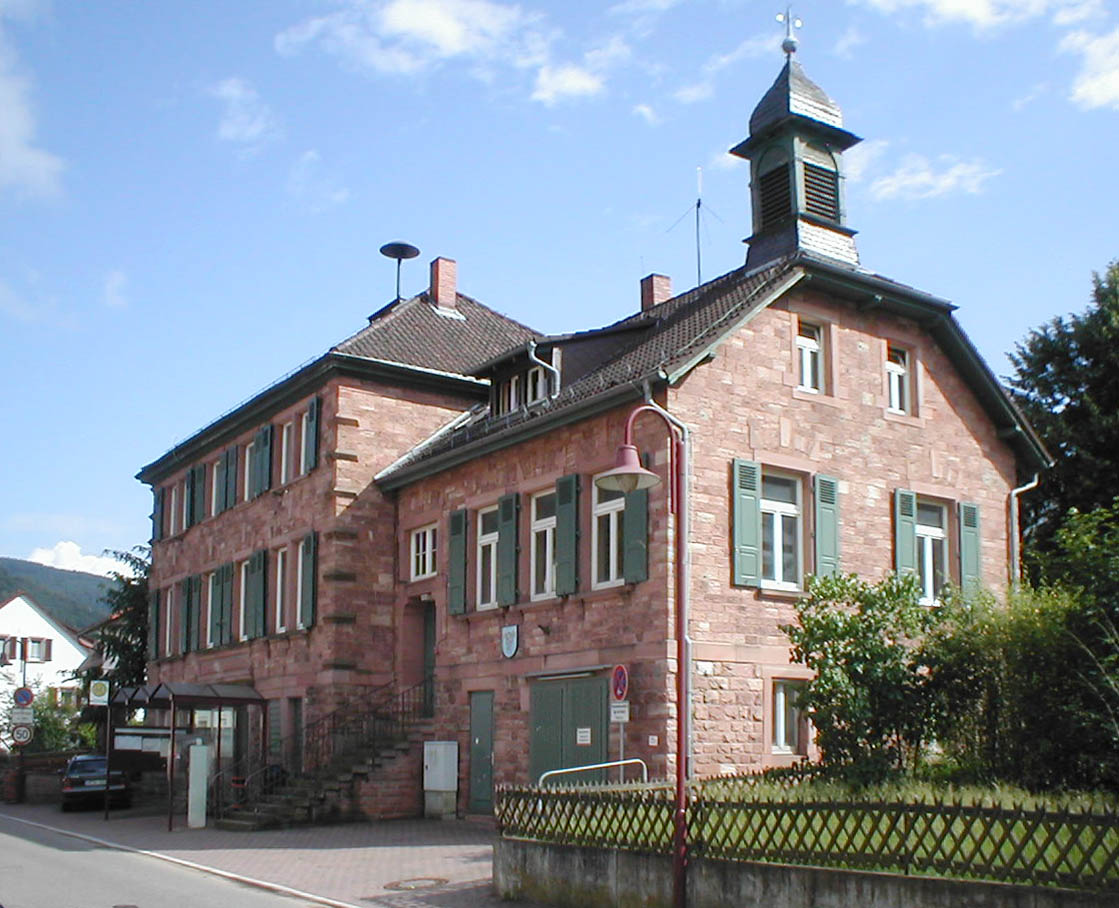
ロッケナウ区の町役場

中核地区以外の地区でも、それぞれいくつかの建築や村の歴史の記念碑が見られる。ネッカーヴィンマースバッハ区では、旧中心地にカッコウの泉がある。ロッケナウ区にはシュトルツェネック城趾、戦争記念碑を持つ1894年の建造の旧町役場兼学校がある。この地区の教会は、近代的な機能建築である。リンダッハ区にも古い町役場がある。プロイタースバッハの旧町役場は住宅として用いられており、鐘塔やセイレーン像が見られる。プロイタースバッハの教会は新しい建物である。

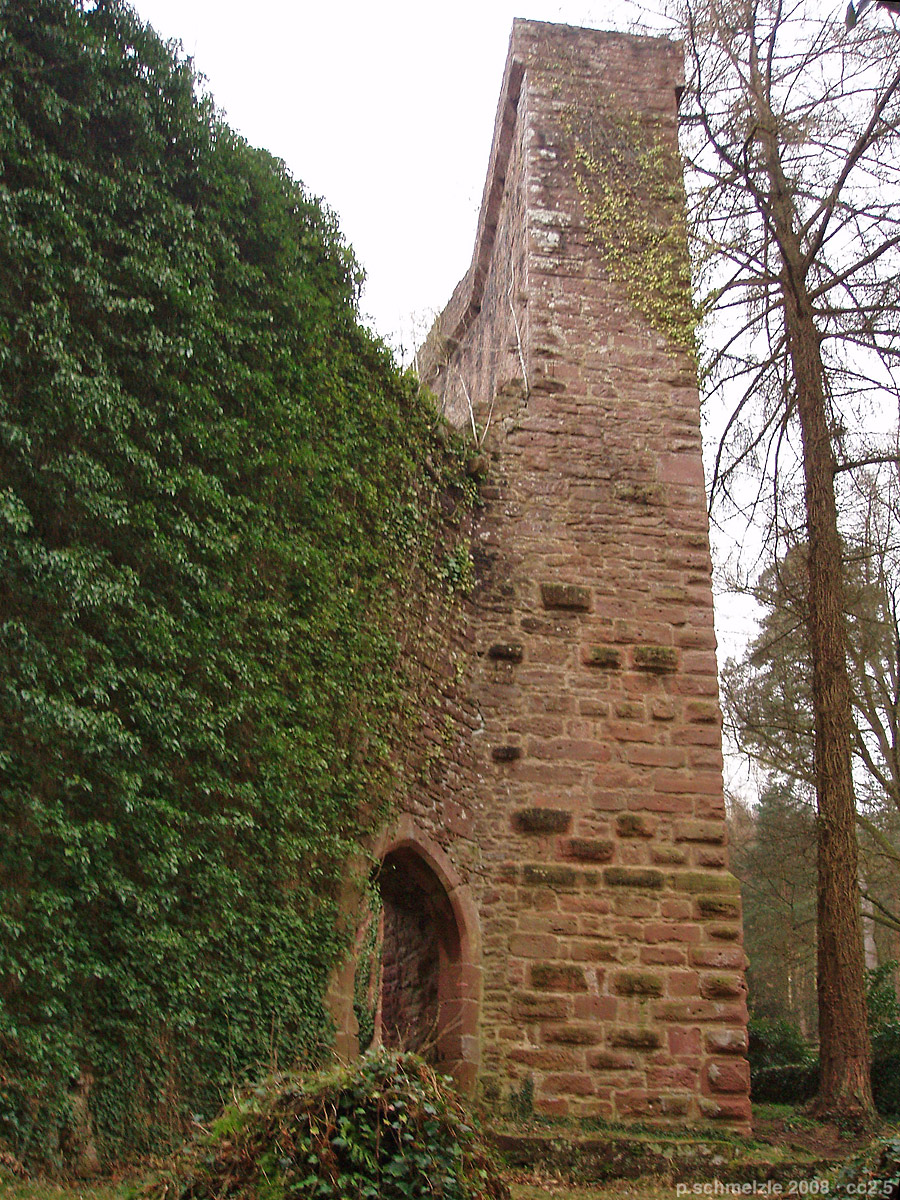
シュトルツェネック城趾
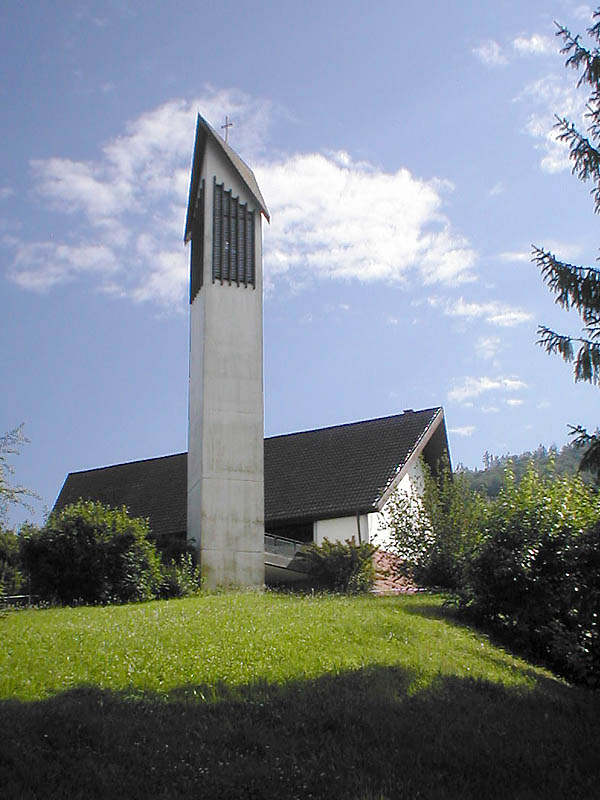
ロッケナウ区の教会
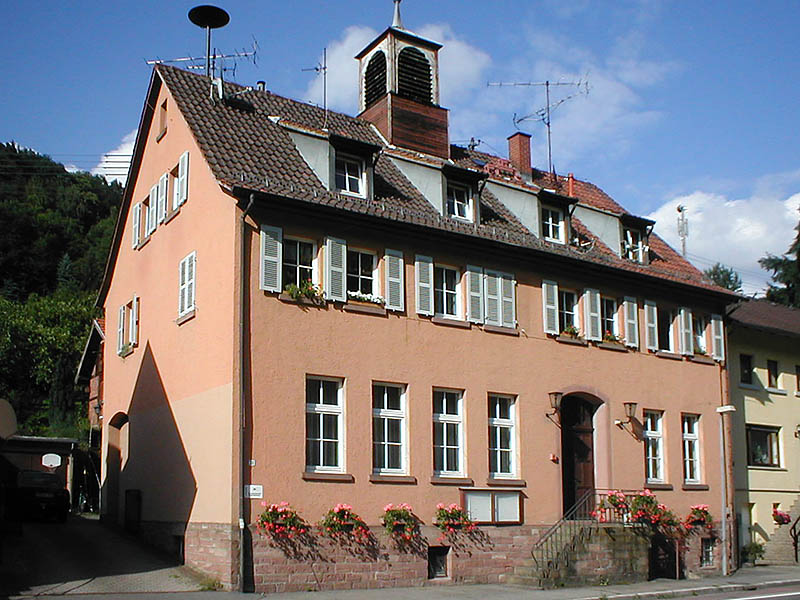
リンダッハ区の旧町役場

### 自然
シュタイゲ区の200m高台のエーバーバッハ市の森に、樹高60メートルを超える巨大なベイマツ (Pseudotsuga menziesii)がある。ドイツ国内で最も高い木されていたこともあったが、
2008年の測定によると61.60メートルで、フライブルクのベイマツ（63.33メートル）の方がわずかに高かった。
エーバーバッハ最高地点のオールスベルクは、海抜229mである。

### 博物館
エーバーバッハには多くの博物館がある。
- エーバーバッハ市立郷土博物館
- 樽造り博物館
- ブリキ人形キャビネット

### 年中行事
エーバーバッハでは以下の年中行事がある。
- リンゴの日（10月中旬）
- ラムソン祭（3月中旬から4月中旬、ラムソンは植物の名Allium ursinum参照）
- 春祭り（5月中旬）
- カッコウ市: エーバーバッハのカッコウ市は、8月最終週の週末に開催される民俗祭である。名前は、あるエーバーバッハの人が、当時はまだ独立した自治体であったネッカー川の川向かいにあるネッカーヴィンマースバッハ村の食堂で、ハトの代わりにカッコウの料理を出されて食べたという、この地に伝わる伝承に因んだものである。カッコウ市は、現在、ネッカーヴィンマースバッハの、スポーツ施設「イン・デア・アウ」やシュヴァンハイマー通り、ベック通り、ネッカー橋付近で開催される。

## 経済と社会資本

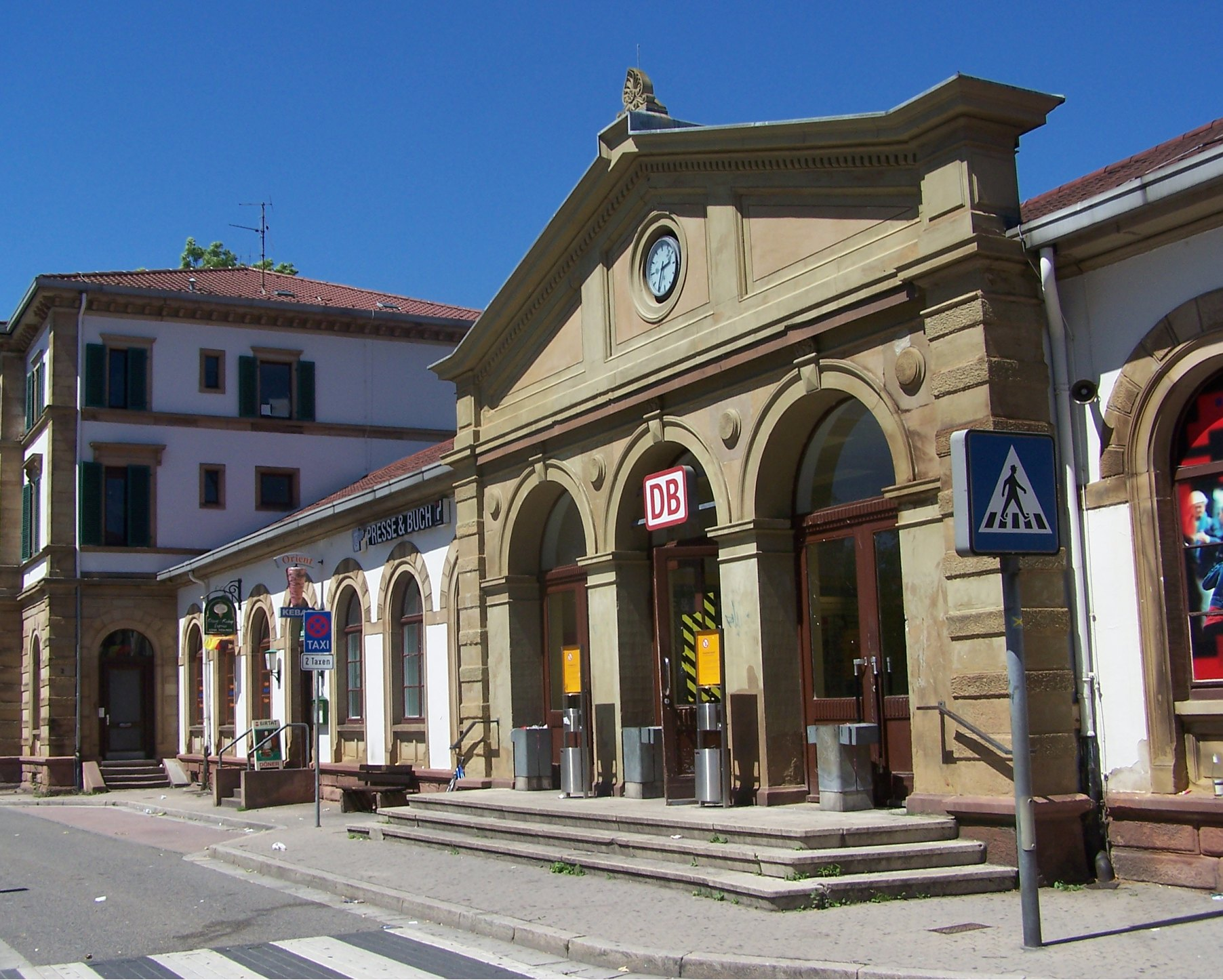
エーバーバッハ駅

### 交通
ラインネッカーSバーンS1系統およびS2系統の列車が30分ごとにネッカータール鉄道の路線をモースバッハ/オスターブルケン方面あるいはハイデルベルク/マンハイム方面へ発着する。エーバーバッハ駅の他にリンダハ区にも駅がある。また、REとして、2時間毎に、マンハイム - ハイルブロン間を折り返し運行している。ダルムシュタット、フランクフルト・アム・マインへは、2時間毎にシュタットエクスプレスが、オーデンヴァルト鉄道路線を走っている。
エーバーバッハは、他の同じ規模の都市とは対照的にただ固有の運輸企業が運営している。総保有車両数には全6台のバスが含まれる。営業時刻は5:10から19:30、本線（レディヒスベルク - エーバーバッハ北）は30分ごと、支線では不定期な間隔で運行している。土曜日の運行時間は6:30から14:50である。カッコウ市の日は、夜遅くまで特別便が運行される。
市バスは、以下の路線を運営している。
- 801系統、807系統: 駅 - レディヒスベルク
- 802系統、802a系統、809系統: 駅 - エーバーバッハ北
- 803系統: 駅 - ロッケナウ
- 804系統: 駅 - イーゲルスバッハ
- 805系統: 駅 - ホルダーグルント
- 806系統: ヒルシュホルン - ブロムバッハ（この路線はヘックマン社が運営している）

これらの他にVRN（ライン＝ネッカー交通連盟）、RMV（ライン＝マイン交通連盟）が、いくつかの地域バス路線が運行されている。
エーバーバッハは、連邦道B37号線とB45号線の交差点に面している。

### 地元企業
エーバーバッハはゼラチン製造業者 GELITA AG、織機メーカー Dilo、医薬品業 R.P Scherer、ボート製造業 Empacher、食品業者用包装機械製造業 Siebeck GmbH、自動券売機製造業 Krauth Technology、ネッカー電話グループ、およびデザイン家具製造 Ronald-Schmitt-Tischeといった企業が本社を置いている。
ロッケナウ発電所のNeckar AG社はネッカー川の全27基の水力発電所堰を遠隔操作する。

### メディア
- Eberbacher Zeitung は、Südwest-Presseに基づく地方日刊紙である。
- Rhein-Neckar-Zeitung は、エーバーバッハ固有の地方版を作製している。また、エーバーバッハとその周辺地方向けのローカル紙 Eberbacher Nachrichten を出版している。
- Eberbach-Channel、Cityweb-Eberbachは、エーバーバッハおよび周辺地域のオンライン情報サイトである。
- 広告収入で賄われている週刊のフリーペーパーもある。

### 教育
ホーエンシュタウフェン・ギムナジウムのほか、基礎課程学校、本課程学校、実業学校、養護学校などがある。

### 医療保健施設
- ライン・ネッカー保健センターの病院

## 人物

### 出身者

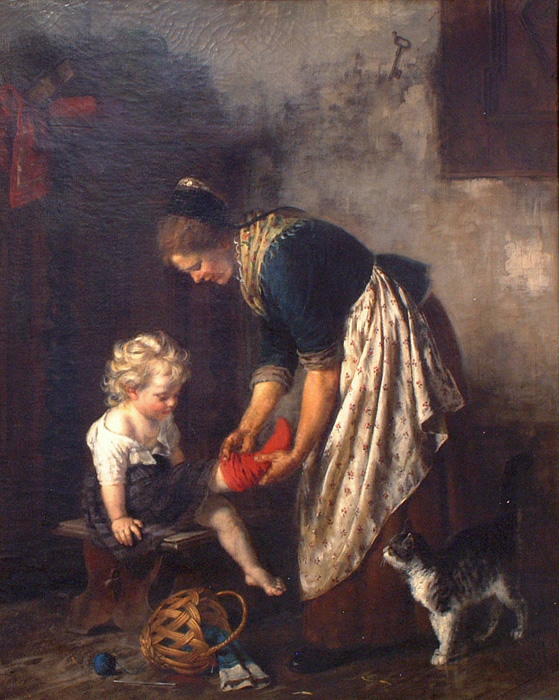
ルドルフ・エップの作品『子どもに服を着せる母』

- ルドルフ・エップ（1834年 - 1910年）写実主義の画家

### その他
- 青池保子 - 日本の漫画家。著作『エロイカより愛をこめて』にエーベルバッハの名を持つメインキャラクターを登場させた経緯から、市を訪れる日本人観光客が急増した。この功績によって名誉賞の称号と市のシンボルであるイノシシの彫像を送られている。

## 引用
1. ↑  Statistisches Landesamt Baden-Württemberg – Bevölkerung nach Nationalität und Geschlecht am 31. Dezember 2023 (CSV-Datei)
2. ↑  Max Mangold, ed (2005). Duden, Aussprachewörterbuch (6 ed.). Dudenverl. p. 293. ISBN 978-3-411-04066-7
3. ↑  Öffentliche Bekanntmachung der Wahl des Bürgermeisters/der Bürgermeisterin, Stadt Eberbach（2013年7月21日 閲覧）
4. ↑  2012年10月21日の市長選挙結果（2013年7月21日 閲覧）
5. ↑   Archiv der Stadt Eberbach, Dr. Rüdiger Lenz Archivleiter
6. ↑  “Douglasie gewinnt WettstreitEberbach hat den Längsten”.   n-tv.de. 2009年4月26日閲覧。
7. ↑  “Höchster Baum Deutschlands steht in Freiburg”.  南西ドイツ放送 (SWR.de). 2009年4月26日閲覧。